# Ophiorrhiza codyensis
Ophiorrhiza codyensis är en måreväxtart som beskrevs av James Sykes Gamble. Ophiorrhiza codyensis ingår i släktet Ophiorrhiza och familjen måreväxter. Inga underarter finns listade i Catalogue of Life.